# モンゴル出身力士一覧
モンゴル出身力士一覧は、モンゴル国出身の大相撲力士に関する一覧である。太字は2025年1月場所時点で現役（最高位も同場所時点のものを記載）。

## 概要
1990年代まではハワイ出身のアメリカ人力士が多かったが、2000年代に入ると、白鵬をはじめとするモンゴル出身者が多く力士となった。。理由はモンゴル国技の「モンゴル相撲」が大相撲に応用が効くことと、2014年5月のモンゴル国家統計局の調べによると、モンゴル人の平均月収は98万714トゥグルグ（約5万9000円）であり、横綱になれば年収2億円以上になるというジャパニーズドリームを夢見ているからである
カルチャーギャップも多く、モンゴルでは冷戦時に日本やアメリカは悪と教えられていた。また、ビル郡が立ち並ぶ都会と思っていたら土まみれで稽古する力士を見て驚愕してまった。食文化も日本とモンゴルはまるで違い、モンゴルでは魚が神聖視されていることから食べなかったり、白米もモンゴルでは混ぜご飯は一般的である。

## 横綱・大関
モンゴル出身力士で大関以上に昇進した力士は7名いるが現役を除く5名はいずれも横綱に昇進している。

### 横綱
※太字は現役力士
- 朝青龍明徳（68代・若松部屋→高砂部屋）：ウランバートル出身
- 白鵬翔（69代・宮城野部屋）：ウランバートル出身（年寄：間垣→宮城野 2025年6月退職）
- 日馬富士公平（70代・安治川部屋→伊勢ヶ濱部屋）：ゴビ・アルタイ県出身
- 鶴竜力三郎（71代・井筒部屋→陸奥部屋）：スフバートル県出身（年寄：鶴竜→音羽山）
- 照ノ富士春雄（73代・間垣部屋→伊勢ヶ濱部屋）：ウランバートル出身（年寄：照ノ富士→伊勢ヶ濱）
- 豊昇龍智勝（74代・立浪部屋）：ウランバートル出身

### 大関
※ 太字は現役力士、斜字は関脇以下で現役力士
- 霧島鐵力（陸奥部屋→音羽山部屋）：ドルノド県出身

## 幕内

### 関脇
- 朝赤龍太郎（若松部屋→高砂部屋）：ウランバートル出身（年寄：錦島→高砂）
- 逸ノ城駿（湊部屋）：アルハンガイ県出身
- 旭天鵬勝（大島部屋→友綱部屋）：ナライハ出身（年寄：大島→友綱→大島）
- 玉鷲一朗（片男波部屋）：ウランバートル出身

### 小結
- 欧勝馬出気（鳴戸部屋）：トゥブ県出身
- 旭鷲山昇（大島部屋）：ウランバートル出身
- 時天空慶晃（時津風部屋）：トゥブ県出身（年寄：間垣 2017年1月死亡）
- 白馬毅（立田川部屋→陸奥部屋）：トゥブ県出身

### 前頭
- 東龍強（前11・玉ノ井部屋）：ゴビ・アルタイ県出身
- 荒鷲毅（前2・荒磯部屋→花籠部屋→峰崎部屋）：ホブド県出身
- 阿武剋一弘（前3・阿武松部屋）：ウブス県出身
- 鏡桜南二（前9・鏡山部屋→伊勢ノ海部屋）：ウブルハンガイ県出身
- 旭秀鵬滉規（前4・大島部屋→友綱部屋）：ウランバートル出身
- 光龍忠晴（前11・花籠部屋）：ウランバートル出身
- 翔天狼大士（前2・武蔵川部屋→藤島部屋）：ホブド県出身（年寄：春日山→北陣→錦島→出来山）
- 青狼武士（前14・錣山部屋）：ボルガン県出身
- 大翔鵬清洋（前9・追手風部屋）：ウランバートル出身
- 貴ノ岩義司（前2・貴乃花部屋→千賀ノ浦部屋）：ウランバートル出身
- 玉正鳳萬平（前16・春日山部屋→追手風部屋→中川部屋→片男波部屋）：ウランバートル出身
- 千代翔馬富士雄（前2・九重部屋）：ウランバートル出身
- 德瀬川正直（前1・桐山部屋→朝日山部屋）：オブス県出身
- 水戸龍聖之（前13・錦戸部屋）：ウランバートル出身
- 猛虎浪栄（前6・立浪部屋）：ザブハン県出身
- 龍皇昇（前8・宮城野部屋）：ウランバートル出身

## 十両
- 鬼嵐力（十7・朝日山部屋）：ウランバートル出身
- 魁猛（十10・放駒部屋→芝田山部屋）：ウランバートル出身
- 城ノ龍康允（十1・中立部屋→境川部屋）：トゥブ県出身
- 千昇秀貴（十14・式秀部屋）：ウランバートル出身
- 大勇武龍泉（十10・芝田山部屋）：ウランバートル出身
- 星風芳宏（十3・尾車部屋）：トゥブ県出身
- 保志光信一（十1・八角部屋）：ウランバートル出身